# Asellus hyugaensis
Asellus (Asellus) hyugaensis là một loài chân đều trong họ Asellidae. Loài này được Matsumoto miêu tả khoa học năm 1960.